# 11. marinski polk (ZDA)
Za druge 11. polke glejte 11. polk.
11. marinski polk je marinski artilerijski polk Korpusa mornariške pehote ZDA.
Trenutno je v sestavi 1. marinske divizije in I. marinske ekspedicijske sile.

## Organizacija
- Štabna baterija
- 1. bataljon 11. marinskega polka
- 2. bataljon 11. marinskega polka
- 3. bataljon 11. marinskega polka
- 5. bataljon 11. marinskega polka